# Шворак Адам Павлович
Шворак Адам Павлович (1921, Сушибаба — 1996, Любитів) — радянський військовий періоду Другої Світової Війни, будівельник, дояр, вапняр.

## Біографія
Народився Шворак Адам Павлович в  1921 р. в с. Сушибаба Турійського району, а в 1926 році його батьки переїхали  в село Любитів, де  почали працювати на панській землі. Адам Павлович закінчив 5 класів польської школи.
Весною 1944 році, коли йому виповнилось 23 роки, був призваний в ряди Червоної Армії. Довгими були його бойові дороги. Пройшовши підготовку в м. Луга, Ленінградської області, він потрапив на Ленінградський фронт, в артилерію. Служив,також, у 1229 Гаубічному полку 18-ої окремої дивізії. Брав участь у боях Естонії, біля міст Нарва, Тарту, у Фінській затоці, у взятті Талліна. За це його було нагороджено медаллю «За відвагу».
Після цих запеклих боїв потрапив в Польщу, в дивізію, яка входила в І і ІІ Білоруський фронт. Відбувся прорив оборони ворога біля м. Сиротськ і річки Нарів. Після великого прориву оборони противника 14 січня 1945 року, наші війська пішли з боями в Східну Прусію і Померанію. В березні 1945 р. Адам Павлович одержав подяку за військове командування.
Він брав участь у боях за Гдиню, Гданськ, на Одерському плацдармі та в Берліні.
Був демобілізований в 1946 році і повернувся в село Любитів.
Спочатку працював в кар'єрі с. Воля-Любитівська, пізніше 5 років в вапнярні с. Любитів. Після цього довгий час працював будівельником колгоспу. Більше 10 років працював доярем в колгоспі. Ще й на пенсії довгий час мав свою групу корів.

## Нагороди
- Орден Вітчизняної війни 2 ступеня — 06.04.1985
- Медаль «За перемогу над Німеччиною у Великій Вітчизняній війні 1941—1945 рр.» — 09.05.1945
- Медаль «За перемогу над Німеччиною у Великій Вітчизняній війні 1941—1945 рр.» — 15.05.1946
- Медаль «За відвагу»
- Медаль «За бойові заслуги» — 29.09.1944
- Медаль «За взяття Берліна»